# Militärsatellit

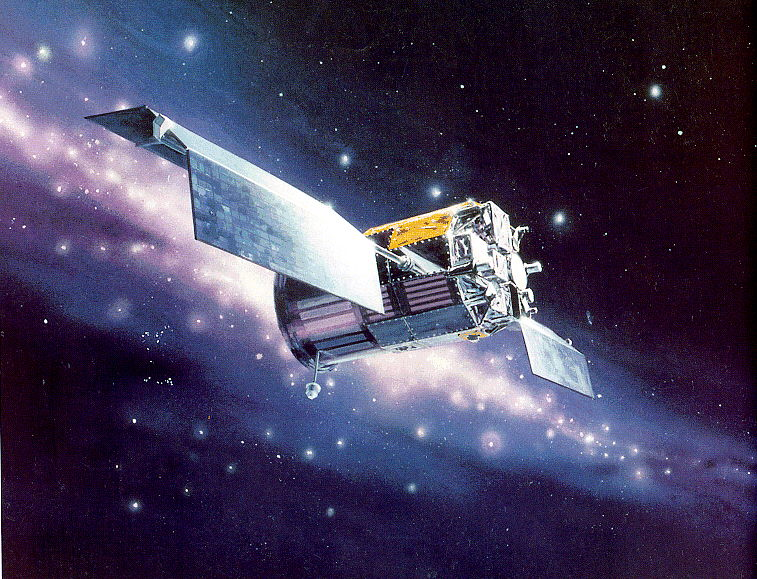
Eine Zeichnung des TAOS-Satelliten der US-Luftwaffe

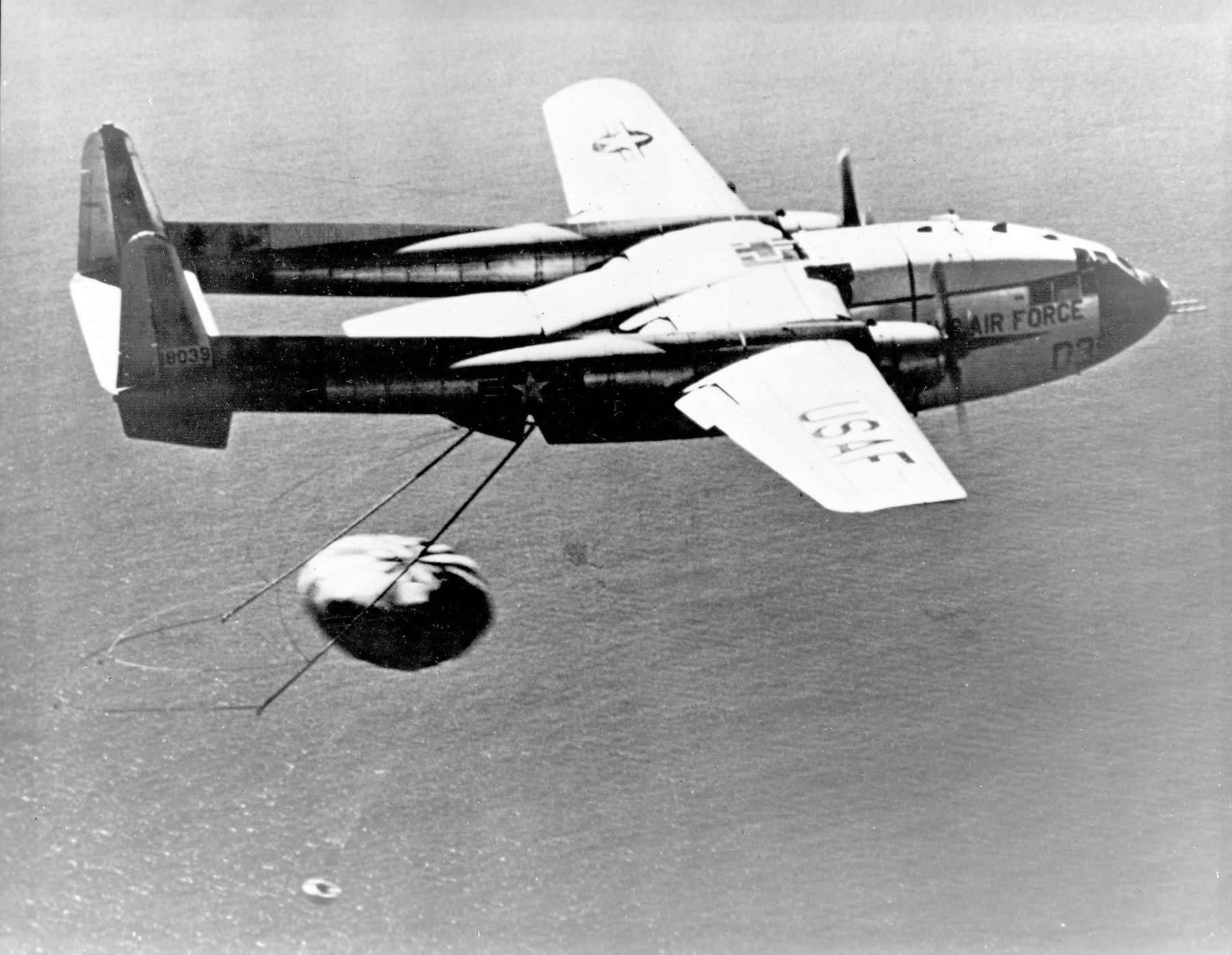
1960er Jahre: Eine US-Militärmaschine vom Typ Fairchild C-119J „Flying Boxcar“ birgt eine CORONA-Kapsel

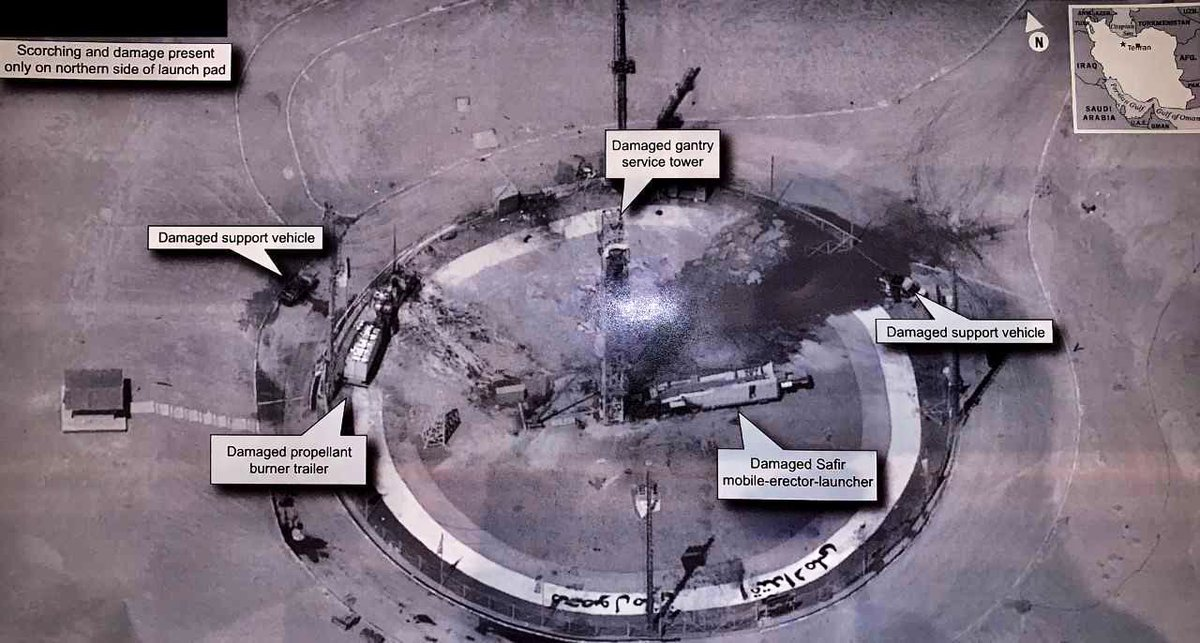
Hochauflösendes Foto eines iranischen Raketenstartplatzes, aufgenommen 2019 von dem US-Spionagesatelliten NROL-49

Militärsatelliten sind Satelliten, die zu militärischen Zwecken genutzt werden. Die Aufgabengebiete solcher Satelliten umfassen ursprünglich die Kommunikation, Observierung und Orientierung. Unterhalten werden solche Satelliten von allen großen Nationen, die die Möglichkeit zum Start solcher Satelliten haben.
Bereits 1959 begann die USA mit dem Start von Spionagesatelliten (Codename Corona), deren Bilder eine Auflösung von etwa 7,5 Meter hatten und die ihre Bilder durch Aussetzen von Filmkanistern zurück zur Erde brachten. Ab etwa 1976 begann dann hier das digitale Zeitalter. Die Auflösung lag zu diesem Zeitpunkt bei ca. 15 Zentimetern. Die heutigen Auflösungen sollen bei zehn bis unter vier Zentimetern liegen.
Militärische Kommunikationssatelliten dienen in global agierenden Armeen zur Übertragung von Befehlen und Informationen. Aktuelle Vertreter dieser Kategorie sind z. B. die US-amerikanischen Milstar-Satelliten, von denen seit 1994 sechs ins All geschossen wurden.
Die Ortung und Navigation schließlich ist ein weiterer Einsatzbereich von Militärsatelliten. Hierzu entwickelten die USA das Global Positioning System. Dieses lässt eine relativ genaue Bestimmung (10 m) von Truppeneinheiten zu, wird aber auch zur Steuerung von Marschflugkörpern eingesetzt. Die Signale dieser Satelliten werden heutzutage auch für zivile Navigation genutzt, können in Krisenzeiten aber auch verschlüsselt werden, so dass die allgemeine Genauigkeit schlechter wird oder das System ganz ausfällt. Dies führte zur Entwicklung zunächst für rein zivile Zwecke intendierte Ortungs- und Navigationssysteme (Galileo).
Ein zukünftiger Bereich könnten bewaffnete bzw. als Waffen eingesetzte Satelliten sein. Bereits 1983 unter Ronald Reagan begann man in den USA mit der Strategic Defense Initiative, die 1993 aber wegen großer technischer Probleme und zu hoher Kosten eingestellt wurde. Unter der Regierung von George W. Bush wurde das Programm wiederbelebt und erneut forciert angegangen; es wird nun National Missile Defense (Nationale Raketenabwehr) genannt. Bei dieser setzt man sowohl auf bodengestützte Abfangraketen und andere Verteidigungssysteme wie Hochenergie-Laser (vgl. z. B. Airborne Laser) als auch auf Weltraumwaffen.
Manche kommerzielle und Forschungssatelliten werden auch im Dual-Use-Betrieb militärisch genutzt. Beispiele hierfür sind die GPS-Satelliten und hochauflösende Erdbeobachtungssatelliten wie Landsat.